# Cynarina
Cynarina ist eine Gattung der Steinkorallen (Scleractinia). Die Tiere leben nicht kolonial, sondern haben nur einen einzelnen, sehr großen Polypen, der mit einem maximalen Durchmesser von 35 Zentimetern einer der größten Steinkorallenpolypen ist. Das Gewebe von Cynarina ist oft transparent, kann aber auch rötlich, grau, weiß oder grün sein. Der Korallit (Korallenkelch) wird sieben bis 15 Zentimeter groß und hat große gezähnte Septen, die oft von außen sichtbar sind. Cynarina lebt mit Zooxanthellen in Symbiose und ernährt sich teilweise von den von diesen gebildeten Kohlenhydraten. Nur nachts streckt sie ihre Tentakel zum Planktonfang heraus.
Es wurden drei Arten beschrieben: Cynarina lacrymalis (Milne-Edwards & Haime, 1848), Cynarina deshayesiana und Cynarina macassarensis. C. lacrymalis und C. macassarensis haben besonders oft transparentes Gewebe. C. deshayesiana gilt als besonders farbenprächtig. Es wird aber auch für möglich gehalten, dass die drei Taxa nur verschiedene Formen derselben Art C. lacrymalis sind.
Die Tiere leben im flachen Wasser des Roten Meeres und des tropischen Indopazifik, nördlich bis nach Japan und südlich bis zu den Kermadecinseln.
Im Meerwasseraquarium zählen Cynarina-Formen zu den robustesten und am besten zu haltenden Steinkorallen. Sie benötigen nicht so viel Licht wie die meisten anderen Arten. Ihr Standort muss ausreichend Platz für den großen Polypen bieten und darf nicht in starker Strömung liegen, da das weiche Gewebe sonst zerreißen kann. Bei Fütterung expandieren ihre Tentakel auch tagsüber. Cynarina deshayesiana hat in Aquarien auch schon gelaicht.